# Stimmkreis München-Schwabing

Stimmkreise in München (seit 2018)

Der Stimmkreis München-Schwabing (Stimmkreis 108) ist ein bayerischer Stimmkreis.
Er besteht seit der Landtagswahl 2018 aus den Münchener Stadtbezirken Schwabing-Freimann, Maxvorstadt und Altstadt-Lehel.  2018 waren 92.199 Einwohner stimmberechtigt.

## Landtagswahl 2023
Zur Landtagswahl 2023 traten folgende Parteien und Direktkandidaten im Stimmkreis München-Schwabing an und haben folgende Ergebnisse erzielt:
| Nr. | Direktkandidat      | Partei           | Erststimmen in % | Gesamtstimmen in % |
| --- | ------------------- | ---------------- | ---------------- | ------------------ |
| 1   | Ludwig Spaenle      | CSU              | 25,3             | 25,4               |
| 2   | Christian Hierneis  | GRÜNE            | 34,4             | 34,2               |
| 3   | Horst Engler-Hamm   | Freie Wähler     | 6,0              | 6,1                |
| 4   | Martin Köppl        | AfD              | 5,6              | 5,5                |
| 5   | Lars Mentrup        | SPD              | 11,3             | 11,5               |
| 6   | Wolfgang Heubisch   | FDP              | 9,3              | 9,2                |
| 7   | Michaela Dietrich   | LINKE            | 2,1              | 2,0                |
| 8   | Alexandra Progl     | BP               | 0,3              | 0,3                |
| 9   | Tobias Ruff         | ÖDP              | 1,7              | 1,6                |
| 10  | Fabian Weiss        | Die PARTEI       | 0,9              | 0,9                |
| 11  | Ralf Krämer         | Tierschutzpartei | 0,7              | 0,7                |
| 12  | Benjamin Mohrich    | V-Partei³        | 0,2              | 0,2                |
| 13  | -                   | PdH              | -                | 0,2                |
| 14  | Michael Schürer     | dieBasis         | 0,5              | 0,5                |
| 15  | Felix Gallersdörfer | Volt             | 1,8              | 1,7                |

## Landtagswahl 2018
Zur Landtagswahl 2018 wurden die Gebiete aus dem Stadtbezirk 2, die 2013 noch dem Stimmkreis München-Schwabing angehört hatten, dem neuen Stimmkreis München-Mitte angegliedert. Zur Wahl am 14. Oktober 2018 treten im Stimmkreis München-Schwabing als Direktkandidaten erneut Ludwig Spaenle für die CSU, Isabell Zacharias für die SPD und Wolfgang Heubisch für die FDP an. Margarete Bause wurde bei der Bundestagswahl 2017 in den Bundestag gewählt. Für die Grünen trat deshalb Christian Hierneis an, der 2013 im Stimmkreis München-Pasing Direktkandidat war.
2018 waren im Stimmkreis 92.199 Einwohner wahlberechtigt.
| Direktkandidat     | Partei               | Erststimmen in % | Gesamtstimmen in % |
| ------------------ | -------------------- | ---------------- | ------------------ |
| Ludwig Spaenle     | CSU                  | 20,6             | 20,9               |
| Isabell Zacharias  | SPD                  | 13,4             | 12,7               |
| Harald Müller      | Freie Wähler         | 4,5              | 4,7                |
| Christian Hierneis | GRÜNE                | 34,9             | 35,0               |
| Wolfgang Heubisch  | FDP                  | 13,0             | 12,6               |
| Martina Ripke      | LINKE                | 4,3              | 4,5                |
| Angela Settele     | BP                   | 0,6              | 0,6                |
| Thomas Prudlo      | ÖDP                  | 1,5              | 1,6                |
| Thomas Mayer       | PIRATEN              | 0,6              | 0,6                |
| Mathias Helmer     | AfD                  | 4,9              | 4,9                |
| Andre Wächter      | LKR                  | 0,1              | 0,1                |
| Stephan Lessenich  | mut                  | 0,6              | 0,8                |
| –                  | Die Humanisten       | –                | 0,1                |
| Lukas Reindl       | Die Partei           | 0,7              | 0,6                |
| Peter Schippl      | Gesundheitsforschung | 0,1              | 0,1                |
| –                  | Tierschutz           | –                | 0,2                |
| Jürgen Hackbarth   | V-Partei³            | 0,2              | 0,2                |

Neben dem erstmals direkt gewählten Wahlkreisabgeordneten Christian Hierneis (Grüne) wurde der FDP-Kandidat und frühere bayerische Wissenschaftsminister Wolfgang Heubisch über die Bezirksliste seiner Partei gewählt. Hingegen schieden der bisherige Wahlkreisabgeordnete und Kultusminister Ludwig Spaenle (CSU), der dem Landtag bereits seit 1994 angehört hatte, und die bisherige SPD-Abgeordnete Isabell Zacharias aus dem Parlament aus. Spaenle rückte jedoch im Mai 2020 wieder in den Landtag nach.

## Landtagswahl 2013
Bei der Landtagswahl 2013 waren im Stimmkreis insgesamt 117.201 Einwohner wahlberechtigt. Gegenüber der Landtagswahl 2008 gehörte nunmehr der gesamte Stadtbezirk 1 zum Stimmkreis München-Schwabing. In 2008 hatten noch Teile zum Stimmkreis München-Hadern gehört. Dafür gehörten im Gegenzug die Gebiete des Stadtbezirkes 9, die bei der Wahl 2008 noch Teil des Stimmkreises München-Schwabing waren, jetzt zum Stimmkreis München-Moosach. Die Wahlbeteiligung betrug 63,1 %. Die Wahl hatte folgendes Ergebnis:
| Direktkandidat           | Partei       | Erststimmen in % | Gesamtstimmen in % | +/- Gesamtstimmen ggü. 2008 in %-P. |
| ------------------------ | ------------ | ---------------- | ------------------ | ----------------------------------- |
| Ludwig Spaenle           | CSU          | 31,6             | 31,7               | +4,0                                |
| Isabell Zacharias        | SPD          | 29,2             | 32,5               | +5,5                                |
| Otto Bertermann          | Freie Wähler | 4,6              | 4,1                | +1,0                                |
| Margarete Bause          | GRÜNE        | 17,7             | 15,8               | −3,7                                |
| Wolfgang Heubisch        | FDP          | 8,2              | 7,9                | −6,7                                |
| Lilian Schlumberger-Dogu | LINKE        | 2,2              | 2,2                | −2,9                                |
| Sebastian Frankenberger  | ÖDP          | 2,0              | 1,7                | +0,7                                |
| Abdul-Latife Khalid      | REP          | 0,3              | 0,3                | −0,1                                |
| Charlotte Gornik         | BP           | 1,2              | 1,1                | +0,2                                |
| -                        | BüSo         | -                | 0,0                | 0,0                                 |
| -                        | Die Freiheit | -                | 0,2                | n.k.                                |
| Martin Liebe             | PIRATEN      | 2,8              | 2,6                | n.k.                                |

## Landtagswahl 2008
Bei der Landtagswahl 2008 waren im Stimmkreis 106.256 Einwohner wahlberechtigt. Die Wahlbeteiligung betrug 56,3 %. Die Wahl hatte folgendes Ergebnis:
| Direktkandidat      | Partei       | Erststimmen in % | Gesamtstimmen in % | +/- Gesamtstimmen ggü. 2003 in %-P. |
| ------------------- | ------------ | ---------------- | ------------------ | ----------------------------------- |
| Ludwig Spaenle      | CSU          | 28,9             | 28,3               | −14,5                               |
| Isabell Zacharias   | SPD          | 27,6             | 28,3               | −2,5                                |
| Margarete Bause     | GRÜNE        | 18,1             | 17,7               | +0,5                                |
| Reinhold Herbert    | Freie Wähler | 3,5              | 3,5                | +2,3                                |
| Wolfgang Heubisch   | FDP          | 13,7             | 13,8               | +9,0                                |
| Peter Staudenhöchtl | REP          | 0,4              | 0,4                | −0,4                                |
| Katja Schall        | ödp          | 1,0              | 1,0                | −0,4                                |
| Christian Schröder  | BP           | 1,0              | 1,0                | +0,4                                |
| -                   | BüSo         | -                | 0,0                | −0,1                                |
| Max Brym            | LINKE        | 5,0              | 5,1                | n.k.                                |
| Edith Brömsen       | VIOLETTE     | 0,3              | 0,4                | n.k.                                |
| Fred Eichner        | NPD          | 0,4              | 0,4                | n.k.                                |

## Landtagswahl 2003
Bei der Wahl am 21. September 2003 errang Ludwig Spaenle (CSU) das Direktmandat im Stimmkreis 108 mit 42,3 Prozent der Erststimmen. Nächstplatzierte war die SPD-Direktkandidatin Monica Lochner-Fischer mit 29,8 Prozent der Erststimmen. Bei den Gesamtstimmen des Stimmkreises (Erst- und Zweitstimmen zusammen) erreichte die CSU 42,8 Prozent, die SPD 30,8 Prozent, Grüne 17,3 Prozent und die FDP 4,8 Prozent.

## Landtagswahl 1998
Bei der Landtagswahl 1998 erzielte die CSU im Stimmkreis 41,5 Prozent der Gesamtstimmen (Erst- und Zweitstimmen zusammen), die SPD 35,0 Prozent, Grüne 13,8 Prozent und die FDP 3,1 Prozent.